# Touloubre
Die Touloubre ist ein Fluss in Frankreich, der im Département Bouches-du-Rhône, in der Region Provence-Alpes-Côte d’Azur verläuft. Er entspringt im Gemeindegebiet von Venelles, durchquert die nördlichen Vororte von Aix-en-Provence und entwässert zunächst in generell westlicher Richtung. Bei Grans wendet sich die Touloubre plötzlich Richtung Süd und mündet nach insgesamt rund 59 Kilometern im Gemeindegebiet von Saint-Chamas in den Étang de Berre, einen Lagunensee, der mit dem Mittelmeer in Verbindung steht.

## Orte am Fluss
- Venelles
- Éguilles
- Saint-Cannat
- Pélissanne
- Salon-de-Provence
- Grans
- Cornillon-Confoux
- Saint-Chamas

## Sehenswürdigkeiten
- Pont Flavien, alte Römerbrücke über die Touloubre in Saint-Chamas